# Randy Blue
Randy Blue é uma produtora de filmes pornográficos por demanda, voltados para o público masculino gay. 

## Prêmios
A empresa já coleciona importantes prêmios do mundo pornográficos, além de indicações:
| Ano  | Categoria                    | Premiação              | Resultado |
| ---- | ---------------------------- | ---------------------- | --------- |
| 2005 | Melhor conteúdo original     | Cybersocket Web Awards | Ganhou    |
| 2005 | Melhor site pornográfico gay | Cybersocket Web Awards | Ganhou    |
| 2006 | Melhor conteúdo original     | Cybersocket Web Awards | Ganhou    |
| 2006 | Melhor site pornográfico gay | Cybersocket Web Awards | Ganhou    |
| 2007 | Melhor conteúdo original     | Cybersocket Web Awards | Ganhou    |
| 2008 | Melhor conteúdo original     | Cybersocket Web Awards | Ganhou    |
| 2009 | Melhor conteúdo original     | Cybersocket Web Awards | Ganhou    |
| 2010 | Melhor conteúdo original     | Cybersocket Web Awards | Ganhou    |
| 2010 | Empresa LGBT do ano          | XBIZ Award             | Indicado  |
| 2010 | Filme gay do ano             | XBIZ Award             | Indicado  |
| 2010 | Melhor site pornográfico     | Weho Awards            | Ganhou    |
| 2010 | Melhor site pornográfico     | Grabby Awards          | Ganhou    |